# Estación de Castrillo de la Vega
Castrillo de la Vega fue una estación de ferrocarril situada en el municipio español de Castrillo de la Vega, en la provincia de Burgos. Las instalaciones formaban parte de la línea Valladolid-Ariza y estuvieron en servicio entre 1895 y 1985.

## Historia
Tras varios años de obras, la línea Valladolid-Ariza fue abierta al tráfico en 1895. Los trabajos de construcción corrieron a cargo de la compañía MZA, que en el municipio de Castrillo de la Vega levantó una estación de 4.ª clase. Además de un edificio de viajeros, el complejo ferroviario disponía de un muelle de mercancías y varias vías de servicio.
En 1941, con la nacionalización del ferrocarril de ancho ibérico, las instalaciones pasaron a manos de RENFE. En 1969 la estación fue reclasificada como un apeadero-cargadero sin personal y algún tiempo después, en 1975, fue rebajada a la categoría de apeadero sin personal. En enero de 1985 las instalaciones fueron clausuradas de forma definitiva. En esa misma fecha el resto de la línea quedó cerrada al tráfico de pasajeros, siendo clausurada en 1994. 
En la actualidad las instalaciones se encuentran abandonadas y en mal estado de conservación.